# Conclave

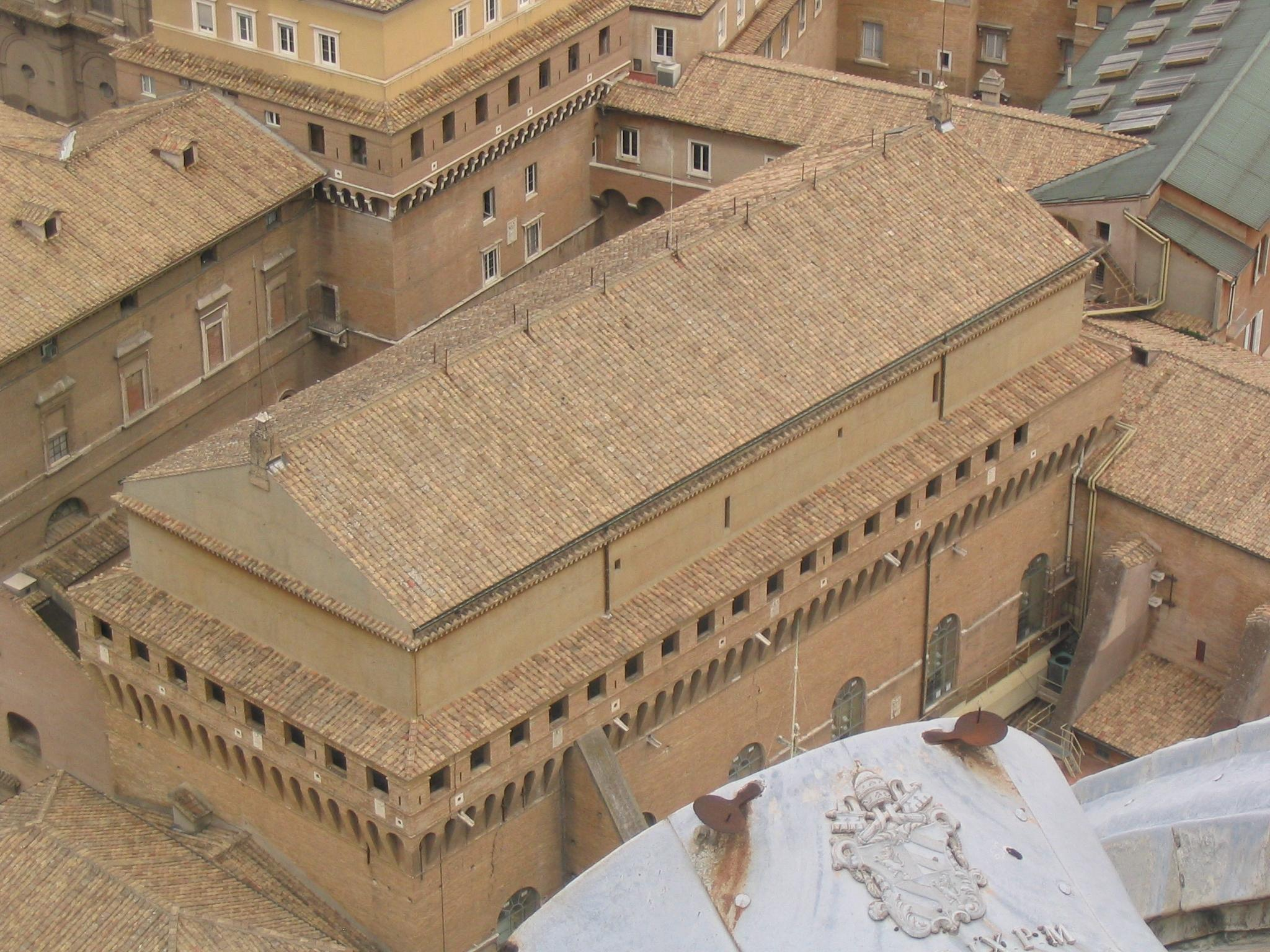
La Capella Sixtina és el lloc on es celebra el conclave

El conclave o conclau  és la reunió que celebra el Col·legi Cardenalici de l'Església Catòlica per  escollir un nou Bisbe de Roma, càrrec que duu aparellats el de Papa (Summe Pontífex i Pastor Suprem de l'Església Catòlica) i el de Cap d'estat de la Ciutat del Vaticà. El terme conclave procedeix del llatí cum clave ('amb clau'), per les condicions de reclusió i de màxim aïllament del món exterior que ha de desenvolupar-se durant l'elecció, amb la finalitat d'evitar intromissions de qualsevol tipus. Aquest rigorós sistema de tancar als electors del Papa, vigent almenys des del Concili de Lió II (1274), va ser mitigat per Joan Pau II en la Constitució Apostòlica Universi Dominici Gregis (UDG), sobre la Seu Vacant i l'elecció del nou Pontífex (22 de febrer de 1996). S'establix en ella que els electors poden residir, mentre dura el conclave, a la Casa de Santa Marta, una residència construïda per a aquest efecte en el mateix Vaticà, però mantenint la rigorosa prohibició de qualsevol classe de contacte amb el món exterior. Des del segle xv els conclaves es fan a la Capella Sixtina, dintre del complex Vaticà.

## Història
Els primers bisbes de l'església eren designats pels apòstols o fundadors de les seves esglésies. Posteriorment, però, es va anar introduint el sistema d'elecció pels membres de les comunitats, clergues i laics, així com pels bisbes de les diòcesis pròximes a la ciutat de Roma l'elecció corria principalment a càrrec dels clergues que, sota la supervisió dels bisbes, escollien un candidat per consens o per aclamació, presentant-lo després davant el poble perquè aquest el confirmés. Els freqüents tumults que aquest sistema provocava fou la causa que de vegades s'escollís a un o més candidats rivals, anomenats antipapes.
L'any 769 el Sínode Laterà va abolir el teòric dret d'elecció papal que havia tingut el poble de Roma, però el Sínode de Roma (862) l'hi va retornar, però limitat a la noblesa de la ciutat. El canvi més transcendent el va introduir l'any 1059 el Papa Nicolau II, decretant que serien els cardenals els responsables d'escollir un candidat, que només podria prendre plena possessió després d'haver rebut l'aprovació dels clergues i del poble. Finalment, un nou Sínode Laterà (1139) va eliminar el requisit de l'aprovació del baix clergat i dels laics. L'elecció papal era ja, com avui, competència exclusiva dels cardenals, només qüestionada durant el Cisma d'Occident (1378-1418).

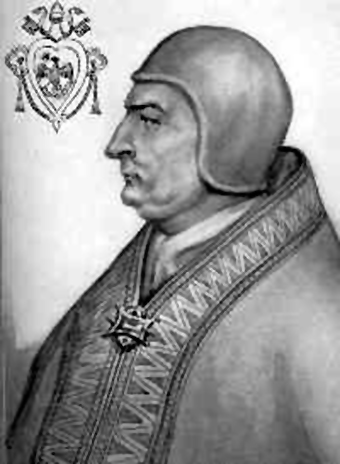
La mort de Climent IV el 1268 va comportar l'aprovació d'unes normes per l'elecció d'un nou Papa.

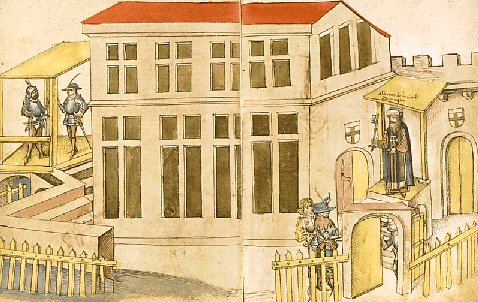
Representació del Concili de Constança que permeté l'ascens de Martí V al tron de Sant Pere

Al costat del propòsit d'evitar influències foranes dels poders civils, l'enclaustrament dels electors va tenir el seu origen en les perllongades situacions de bloqueig que de vegades es donaven en les eleccions papals. Les autoritats van recórrer de vegades a la reclusió forçada dels cardenals electors, per exemple l'any 1216 a Perusa i el 1241 a la mateixa ciutat de Roma. És cèlebre el cas de la ciutat de Viterbo on, després de la mort del papa Climent IV (1268) va caldre tancar als cardenals en el palau episcopal. Després de gairebé tres anys de Seu Vacant sense que s'arribés a cap acord sobre el nou Pontífex, els desesperats habitants de la ciutat van decidir no subministrar cap aliment als electors, excepte pa i aigua. Un cop entesa la indirecta, els cardenals es van apressar a elegir com a nou papa el qui hauria de ser el beat Gregori X.
Aquest mateix papa, potser per l'experiència viscuda en la seva elecció, va aprovar normes que –mitjançant la pressió de les incomoditats materials- buscaven reduir al mínim les demores en el conclave. A partir de llavors els cardenals havien de quedar sempre reclosos en un recinte tancat; no se'ls permetien les habitacions individuals, ni disposar de més d'un servent que els atengués, excepte en cas de malaltia; el menjar se'ls havia de subministrar per una finestra i, a partir del tercer dia de conclave, el subministrament quedava reduït a una sola menja al dia. Als cinc dies el règim es reduïa a pa i aigua. A més, mentre durés el conclave els cardenals deixaven de percebre les seves rendes eclesiàstiques. Adrià V va abolir aquestes normes l'any 1276, però Celestí V les va reintroduir el 1294, després que la seva pròpia elecció es produís després d'un període de seu vacant de dos anys.
Gregori XV va publicar dues butlles pontifícies (1621 i 1622) que regulaven tots els aspectes de la celebració del conclave. El 1904 sant Pius X va recollir i va unificar gairebé totes les disperses normes dels papes anteriors a ell en una Constitució, introduint certs canvis amb un d'importantíssim: la prohibició total del "veto" a l'elecció d'un cardenal determinat, que fins aleshores podien exercir els caps d'estat d'algunes potències catòliques.
Pius XII va afegir noves aportacions l'any 1945, el beat Joan XXIII ho va fer el 1962 i Pau VI el 1975. L'última reordenació en profunditat de la normativa sobre el conclave data de 1996, mitjançant la publicació de la constitució apostòlica Universi Dominici Gregis per part de Joan Pau II. Mitjançant motu proprio de l'11 de juny de 2007 el papa Benet XVI ha matisat aquesta darrera constitució apostòlica en el sentit que sempre ha de prevaldre la majoria de dos terços per a l'elecció papal, per bé que a partir de la 34a votació hi pot haver ballottage entre els dos candidats més ben situats, als quals els és sostret el dret de sufragi actiu.
El lloc de celebració del conclave no es va estipular oficialment fins al segle xiv. A partir del Cisma d'Occident les eleccions del Papa sempre han tingut lloc a Roma, exceptuant l'elecció de 1800, quan l'ocupació de la ciutat per tropes del Regne de Nàpols va obligar a celebrar-lo a la ciutat de Venècia. L'últim conclave celebrat fora de la Capella Sixtina va ser el de 1846, que va tenir lloc al Palau del Quirinal, aleshores residència oficial dels papes.

## Electors
El Col·legi Cardenalici ha conegut dimensions diverses, des dels set membres amb què va arribar a comptar durant el segle xiii fins als gairebé 200 del present. L'any 1587 Sixt V va limitar el seu nombre a 70 membres, dividits en tres ordres: sis Cardenals Bisbes, cinquanta Cardenals Preveres o de Títol i catorze Cardenals Diaques (encara que repartits nominalment en estaments amb aquests noms. En l'actualitat els cardenals han de ser sempre bisbes, tret que hi hagi una dispensa papal per al titular, la qual d'altra banda no és atorgada habitualment als qui tenen la condició d'electors).
Al segle xx, sobretot a partir del papat de Joan XXIII, el Col·legi de Cardenals va incrementar el seu nombre amb la finalitat de dotar-lo de la màxima representativitat geogràfica i nacional possible. Tot i això, el 1970 Pau VI (Motu proprio Ingravescentem aetatem) va reservar la condició d'elector als menors de 80 anys, i el 1975 (Constitució apostòlica Romano Pontifici eligendo) va fixar el seu nombre màxim en 120. Amb la creació l'any 2003 de 31 nous cardenals, Joan Pau II va elevar el nombre d'electors teòrics a 135, contradient la ja esmentada constitució apostòlica Universi Dominici Gregis de 1996 que ell mateix havia proclamat. També Benet XVI ha contradit aquesta norma, atès que després del consistori de novembre de 2010 hi ha 121 cardenals electors (per poques setmanes, això sí, perquè un parell estan a punt de fer vuitanta anys) d'un total de 201.

## Candidats

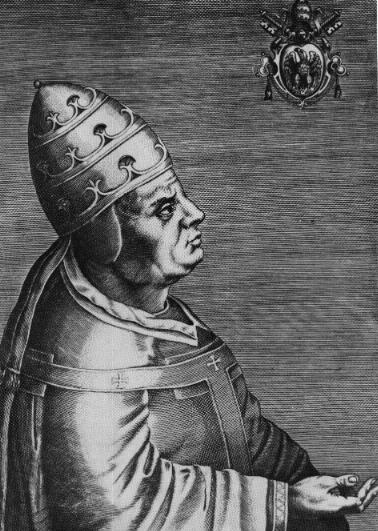
Urbà VI, l'últim Papa que no era cardenal en el moment de la seva elecció.

D'acord amb la pràctica tradicional de l'Església, qualsevol home batejat pot ser triat Papa. El 1179 el Concili del Laterà III va abolir les restriccions que s'havien anat introduint des del segle viii en el sentit de limitar la condició de candidat, primer als clergues en general, i posteriorment només als cardenals encara que, en la pràctica, l'últim Papa que no era cardenal en el moment de la seva elecció va ser Urbà VI (1378). En cas que resulti escollit un prevere, diaca o laic, i que hagi acceptat la seva elecció, es procediria a l'acte a ordenar-lo com a Bisbe (Cànon 332.1 del Codi de Dret Canònic, CIC). Malgrat tot, i atès que per a ser ordenat bisbe cal actualment dur almenys cinc anys com prevere i haver complert els 35 anys (Cànon 378, 1, 3 i 4 del CIC), cal pensar que només qui reunís aquestes condicions podria ser objecte d'elecció com a papa.
No existeix cap requisit referent a la nacionalitat, encara que la tradició de segles va imposar el costum de triar papes italians en sentit ampli, perquè és sabut que Itàlia no existí com a estat fins al 1860. El polonès Joan Pau II va ser el primer no italià des d'Adrià VI, neerlandès, escollit el 1522. L'elecció de l'alemany Benet XVI (19 d'abril de 2005) sembla abolir definitivament la tradició en favor dels italians.

## Procediment electoral
Els cardenals tenen estrictament prohibit presentar la seva candidatura o fer propaganda de si mateixos. Es permet, d'altra banda, l'intercanvi d'opinions i buscar suports per a tercers.
Tradicionalment, l'elecció del nou Papa podia realitzar-se de tres maneres: 
- per "aclamació", els cardenals escollien el candidat de forma unànime "inspirats per l'Esperit Sant".
- per "compromís", una situació forçada per sortir de situacions de bloqueig, en les quals de forma reiterada es feia impossible que un candidat arribés als vots suficients. S'escollia llavors una comissió reduïda de cardenals que procedia per si mateixa a l'elecció.
- per "escrutini", s'escollia un candidat per mitjà de vot secret i que era la forma més habitual.

L'última elecció per "compromís" fou la de Joan XXII l'any 1316, i per "aclamació" la de Gregori XV el 1621. Les noves regles introduïdes per Joan Pau II declaren abolits aquests dos procediments, reafirmant que l'elecció haurà de ser exclusivament per "escrutini".
Fins al 1179 va bastar amb la majoria simple en l'elecció. Aquest any, el concili del Laterà III va incrementar fins als dos terços la majoria requerida i als cardenals no se'ls permetia votar-se a si mateixos. Es va establir un sofisticat procediment per a assegurar el secret del vot, al mateix temps que s'impedís que els cardenals es votessin a ells mateixos. Pius XII (1945) va eliminar aquest sistema, però va incrementar la majoria a dos terços més un dels vots. El 1996 Joan Pau II va restaurar la majoria de dos terços, però no la prohibició de l'acte-vot. La constitució UDG estableix també que passades 34 o 33 votacions fallides (segons s'hagi realitzat la primera votació el dia de la inauguració del conclave o el següent), els electors podran decidir, per majoria absoluta, si canvien les normes electorals, però sempre conservant com a requisit el d'exigir-se almenys la majoria absoluta en l'elecció. Queda vigent tanmateix la norma de Benet XVI sobre el balottage a partir de la 34a votació.

## De la vacant apostòlica a l'inici del pontificat

### La seu vacant

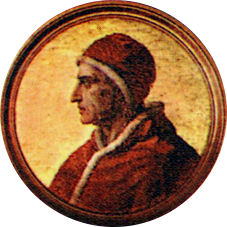
Gregori XII, el penúltim Papa que presentà la renúncia al Pontificat.

Dues són les circumstàncies que poden donar lloc al final d'un Pontificat o Vacant Apostòlica, iniciant-se amb això el període de "Seu Vacant" i la necessitat de convocar el conclave: la defunció del Papa i la seva abdicació. Una tercera opció, la deposició del Papa, queda totalment exclosa, ja que cap autoritat està per sobre de la seva ni tan sols al seu mateix nivell.
L'abdicació d'un Papa és un esdeveniment molt poc freqüent en la història, però sí previst en el dret de l'Església. Cal que sigui lliure i es manifesti de manera formal encara que, com a màxim legislador, és el mateix Papa qui determina de quina forma ha de fer-ho. No cal que la seva dimissió sigui acceptada per ningú. Cinc han estat els Papes que al llarg de la història han declarat la seva renúncia al ministeri: Benet IX (1045), Gregori VI (1046), Celestí V (1294), Gregori XII (1415) i Benet XVI (2013). A Celestí V el va condemnar Dante Alighieri a l'infern en la seva obra Divina Comèdia per covardia, tot i haver estat canonitzat l'any 1313 per Climent V en vida del poeta.
El concepte de Seu "Romana Impedida", previst en el Codi de Dret Canònic, es refereix als casos en els quals, "per captivitat, submissió, desterrament o incapacitat" el Papa es trobés totalment impossibilitat per a exercir les seves funcions. Segons el Codi s'ha d'atendre a l'estipulat en "les lleis especials donades per a aquests casos", però no s'ha fet pública cap norma per a una situació semblant. De qualsevol manera, sembla que no originaria un període de Seu Vacant ni la convocatòria del conclave.
Havent-se produït la Seu Vacant, el Col·legi Cardenalici assumeix el govern de l'Església, però de manera molt matisada. En efecte, només pot prendre decisions en els assumptes ordinaris i inajornables, així com referent a la preparació de les exèquies del Pontífex mort i l'elecció del nou. En cap cas poden innovar, particularment pel que fa als procediments electorals, ni tampoc exercir cap classe de "suplència" del Papa. Les seves disposicions només seguiran sent vàlides en el següent pontificat si el nou Papa les confirma expressament.
Pel que es refereix als béns materials de la Santa Seu, la seva administració en aquest període correspon al Cardenal Camarlenc ajudat per tres Cardenals Assistents.

### Mort del papa

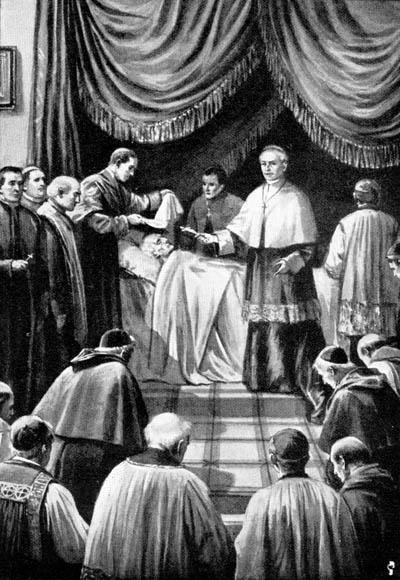
El Cardenal Camarlenc proclama la mort del Papa.

Una vegada coneguda la mort del papa, el cardenal camarlenc és l'encarregat de verificar-la. Tradicionalment realitzava aquesta tasca colpejant amb suavitat el cap del Papa amb un petit martell de plata i pronunciant el seu nom de pila – no el papal – tres vegades. També es col·locava una espelma prop del nas del Pontífex i si la flama no es movia, el Cardenal Camarlenc constatava la mort del Bisbe de Roma. En la nova ordenació establerta per la UDG el Camarlenc entra a les estances papals juntament amb el Mestre de les Celebracions Litúrgiques Pontifícies, els Prelats Clergues i el Secretari i Canceller de la Cambra Apostòlica, i una vegada en l'habitació del Papa el camarlenc s'agenolla en un coixí violeta, resa unes oracions per l'ànima del difunt i, després d'acostar-se al jaç, descobreix el rostre del Pontífex i constata públicament la seva mort declarant: "El Papa realment ha mort". Igualment, la UDG no prohibeix continuar amb les tradicions esmentades. El Secretari de la Cambra Apostòlica ha d'estendre llavors l'acta de la defunció, requerint a la sala també la presència de personal mèdic.
Immediatament després de declarar oficialment la mort del Papa, el Secretari d'Estat lliura al camarlenc la matriu del segell de plom i l'Anell del Pescador –amb els quals són autenticades les Cartes Apostòliques– per a ser destruïts en presència del Col·legi de Cardenals, per tal d'evitar que es falsifiquin documents papals, sent també el camarlenc el responsable de segellar l'estudi i el dormitori del Papa. El personal que l'atenia pot seguir habitant en l'apartament papal només fins al moment de la seva sepultura, moment a partir del qual haurà de ser evacuat i segellat completament fins que prengui possessió d'ell el nou Pontífex.
Correspon igualment al camarlenc comunicar la notícia de la defunció del Papa al Cardenal Vicari per a l'Urbs –perquè ho notifiqui al poble de Roma–, així com al cardenal arxipreste de la Basílica Vaticana. El mateix camarlenc o el Prefecte de la Casa Pontifícia han d'anunciar també la notícia al Degà del Col·legi Cardenalici. Aquest és el responsable de fer arribar la notícia a tots els cardenals del món i de convocant-los a Roma. També és tasca seva notificar-ho al Cos Diplomàtic acreditat davant la Santa Seu.
Des de Pius IX el repic de les campanes de la Basílica de Sant Pere del Vaticà s'han encarregat de fer pública la notícia de la defunció dels papes. Si la defunció (o abdicació) del Papa es produïx mentre s'està celebrant un Sínode de Bisbes o fins i tot un concili ecumènic, aquests queden automàticament suspesos i no poden continuar per cap raó, encara que sigui gravíssima, i molt menys procedir per si mateixos a l'elecció d'un nou Papa. És sempre necessari convocar el Col·legi de Cardenals.

### Les Congregacions de Cardenals
Durant la Seu Vacant, els cardenals desenvolupen les seves funcions mitjançant dos tipus de comissions, anomenades "Congregacions": la Particular i la General.
Integren la Congregació Particular el Cardenal camarlenc i tres cardenals "assistents" (un per l'orde dels bisbes, altre pel dels preveres i altre pels diaques escollits per sorteig entre els electors (és a dir, aquells que no han complert els 80 anys) arribats ja a Roma. Cada tres dies es procedeix a un nou sorteig per a renovar als cardenals assistents. La Congregació Particular s'ocupa dels assumptes ordinaris de menor entitat que es vagin presentant durant la Seu Vacant. El que una Congregació Particular hagi decidit, resolt o denegat no ho poden revocar les que es constitueixin els dies següents, cessant en les seves funcions en el mateix moment que es tria un nou Papa.
La Congregació General està composta per la totalitat del Col·legi Cardenalici i està en funcions fins al moment d'iniciar-se el conclave. Els cardenals electors tenen obligació d'incorporar-se a la Congregació General tan prompte com els sigui possible, una vegada coneguda la defunció del Papa. En canvi, als no electors se'ls permet abstenir-se de participar-hi si així ho desitgen. Aquesta Congregació s'ocupa dels assumptes més importants que es vagin presentant i té també competència per a revocar les disposicions d'una Congregació Particular. Les seves trobades se celebren diàriament i els presideix el cardenal degà. Una vegada iniciat el conclave, és també el degà qui presideix l'assemblea fins que surti triat un nou Papa. Les decisions es prenen per majoria, sempre mitjançant vot secret.
Les principals obligacions de la Congregació General es refereixen a l'organització de les exèquies del difunt Papa, determinar la data d'inici del conclave (entre 15 i 20 dies des que va començar la Seu Vacant), vetllar per la destrucció de l'Anell del Pescador i el segell de plom, designar dos eclesiàstics de provada doctrina (normalment frares o monjos) perquè els dirigeixin sengles meditacions sobre els problemes de l'Església en el moment actual i aprovar les despeses necessàries des de la mort del Pontífex fins a l'elecció del successor.

### Exèquies del papa
Correspon a la Congregació de cardenals preparar tot el necessari per a les exèquies del difunt Papa i fixar-ne el dia d'inici. En canvi, el que es refereix a la seva sepultura és competència del Cardenal camarlenc –després de recaptar l'opinió dels responsables dels tres ordes del Col·legi Cardenalici- tret que el mateix Pontífex hagués disposat alguna cosa en vida. Els últims papes han estat enterrats a la cripta de la Basílica de Sant Pere del Vaticà, prop de la tomba de l'apòstol Sant Pere, però podien haver-ho estat en qualsevol lloc. A la mort de Joan Pau II es va especular amb la possibilitat que hagués disposat ser enterrat a la catedral de Cracòvia, seu de la qual havia estat bisbe.

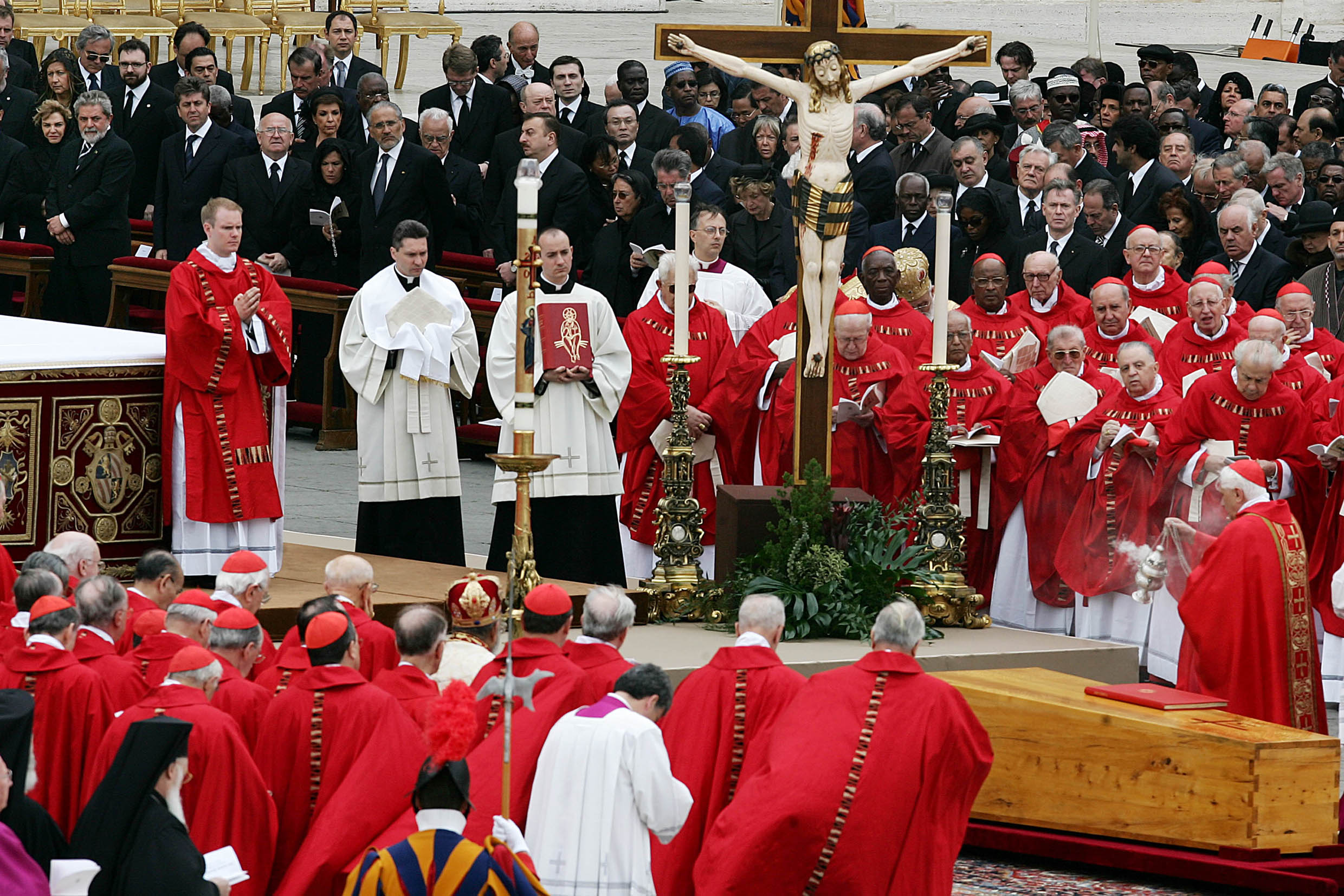
Funeral de Joan Pau II l'any 2005.

Els cardenals han de decidir, en primer lloc, el dia i hora del trasllat del cadàver a la Basílica Vaticana per a ser exposat a la veneració dels fidels. Abans d'aquest moment, i una vegada preparat el cos del Papa, ha de ser dut a la Capella Clementina, en el Palau Apostòlic Pontifici, per a la veneració privada de la Casa Pontifícia i dels Cardenals. Després de la defunció de Joan Pau II (2005) es calcula que entre dos i tres milions de persones van desfilar davant el seu cos –exposat davant del Baldaquí de Sant Pere, a la Basílica Vaticana- per a rendir-li el seu últim homenatge.
Les exèquies del Papa duren nou dies consecutius –denominats amb l'expressió llatina de "novemdiales"– a partir del dia de la Missa exequial, que presideix el Cardenal Degà. Prèviament es col·loquen les restes mortals en el fèretre. A la seva finalització es procedeix al seu trasllat al sepulcre i al soterrament.
A més de les innombrables Misses ofertes en tot el món pel pontífex mort, les exèquies oficials preveuen nou celebracions eucarístiques a Roma, a càrrec de diverses comunitats que representen la universalitat de l'Església. L'ordre de les celebracions durant els "novemdiales" és així: el primer, cinquè i novè dies es realitzen a la Capella Papal; el segon dia es destina als fidels de la Ciutat del Vaticà; el tercer a l'Església de Roma; la cambra als Capítols de les Basíliques Patriarcals; el sisè a la Cúria Romana; el setè a les Esglésies Orientals (o catòlics de ritu oriental); el vuitè als membres de l'Institut de Vida Consagrada.

### Inici
Les normes de la UDG sobre la celebració del conclave amplien per primera vegada l'àmbit que transcorrerà la vida dels Cardenals mentre duri l'elecció del nou Papa. El procés electoral mateix es manté, com és tradició, dintre dels límits de la Capella Sixtina, però s'hi incorporen tant la Casa de Santa Marta, residència vaticana de recent creació, com les capelles per a les celebracions litúrgiques, les àrees per on han de desplaçar-se els cardenals per a anar d'un punt a un altre, i fins i tot els mateixos jardins vaticans, on poden passejar i descansar. No obstant això, es manté vigent la prohibició de tot contacte amb el món exterior (televisió, premsa, ràdio, telèfon, correspondència, Internet…), i ningú no autoritzat pot acostar-se als cardenals o parlar amb ells mentre dura el conclave.
La Universi Dominici Gregis aclareix els motius d'aquesta reclusió cardenalícia: salvaguardar als electors de la indiscreció aliena i dels intents d'afectar la seva independència de judici i llibertat de decisió, així com garantir el recolliment que exigeix un acte tan vital per a l'Església sencera.
El dia assenyalat per la Congregació General de Cardenals (entre 15 i 20 després de la defunció del Pontífex), té lloc al matí una solemne missa votiva "Pro Pontificem eligendo" (per a l'elecció del Pontífex), normalment presidida pel cardenal Degà, en la qual es demana a Déu que il·lumini les ments dels electors. Ja a la tarda, els cardenals, reunits a la Capella Paulina, s'encaminen en processó solemne a la Capella Sixtina –a causa d'unes obres en curs, el conclave de 2005 va partir de la Capella de les Benediccions– cantant les lletanies dels Sants d'Orient i d'Occident. Un cop arribats a la Capella Sixtina, els electors entonen a l'uníson el Veni Creator, oració amb la qual s'invoca l'Esperit Sant, i procedeixen a prestar jurament solemne de guardar les normes que regeixen el conclave, de complir fidelment el ministeri en cas de ser escollits i de mantenir el secret de tot allò que es refereixi a l'elecció del nou Pontífex.
Una vegada prestat el jurament, llegit conjuntament i ratificat de forma individual davant els Evangelis, el Mestre de les Celebracions Litúrgiques Pontifícies dona la solemne ordre de "Extra omnes!" (Fora tots!), indicant que tots els aliens al conclave han de sortir del recinte. Només romanen ell mateix i l'eclesiàstic encarregat de predicar als Cardenals la segona de les meditacions sobre els problemes de l'Església contemporània. Acabada aquesta, tant el predicador com el Mestre de les Celebracions han de sortir també. Les portes quedaran tancades i amb Guàrdies suïssos protegint-les.
A partir d'aquest moment es pot procedir a la primera votació (única del dia) o ajornar-la fins a l'endemà.

### Desenvolupament de les votacions
El procés de votació en el conclave es divideix en tres parts: pre-escrutini, escrutini pròpiament dit i post-escrutini.
Comença la fase de preescrutini quan, abans de cada sessió de votacions (diàriament hi ha dues sessions, una al matí i una altra a la tarda, amb dues votacions en cadascuna, excepte resultat positiu en la primera), l'últim Cardenal Diaca extreu per sorteig públic els noms de tres escrutadors, tres infermers i tres revisors. Es distribuïxen llavors als Electors dues paperetes de forma rectangular, que duen impresa la frase: "Eligo in Summum Pontificem" (trio com a Summe Pontífex), i sota un espai en blanc per al nom de l'escollit. Els cardenals han d'escriure'l amb lletra clara, però el més anònima possible. Si s'escriu més d'un nom el vot és declarat nul.
La fase d'escrutini propi s'inicia quan cada Cardenal, per ordre de precedència, havent doblegat dues vegades la seva papereta de vot, la duu enlaire fins a l'altar, davant del qual estan els Escrutadors i sobre el qual s'ha col·locat una urna coberta amb un plat per a recollir els vots. Una vegada allí, el Cardenal votant pronuncia en veu alta el jurament: "Poso per testimoni Crist Senyor, el qual em jutjarà, que dono el meu vot a qui, en presència de Déu, crec que ha de ser escollit". Diposita llavors la papereta en el plat i amb aquest la introdueix a l'urna, s'inclina davant l'altar i retorna al seu lloc. Si un Cardenal –malalt o ancià– no pot acostar-se fins a l'altar, un Escrutador s'acosta a ell, recull el seu jurament i el seu vot i s'encarrega de dipositar la papereta a l'urna. Si la seva malaltia l'obliga a romandre a la Casa de Santa Marta, són llavors els infermers els quals acudeixen a recollir el seu vot seguint un procediment similar al descrit.
El post-escrutini el porten a terme els tres Cardenals Escrutadors, escollits a l'atzar, que comptabilitzen davant de tots els Electors els vots recollits. Si el nombre de vots és diferent del de votants, es cremen les paperetes i es repeteix la votació. Els noms dels votants es van anotant en una relació, mentre que els vots comptabilitzats es van cosint amb agulla i fil per a mantenir-los units. A continuació, els tres Revisors supervisen les notes dels Escrutadors i revisen els vots, per a assegurar-se que aquells han complert correctament la seva comesa.
Si cap dels candidats obté la majoria de dos terços, conclosa cada sessió (dues votacions) es cremen en una estufa les paperetes dels vots juntament amb les notes dels Escrutadors. S'agreguen substàncies químiques al foc perquè el fum sigui negre i indiqui una elecció sense èxit.
La UDG estableix que tot resultat ha de ser registrat en una acta, que s'arxiva al Vaticà i que no pot obrir-la ningú fins després de transcórrer 50 anys.
El conclave dura tot el temps que sigui necessari. No obstant això, hi ha establerts períodes de descans i col·loqui si no s'arriba a acord (dia 5è, tarda del 7è i tarda del 9è), amb una exhortació del Cardenal Degà. Arribats al dia 11è si s'aprova així per majoria absoluta dels Electors, es pot optar per dues solucions de compromís: o rebaixar la majoria de vots requerida dels dos terços a la majoria absoluta, o votar a un dels dos candidats més votats en l'escrutini precedent i triar el que obtingui la majoria absoluta. En cap cas es preveu l'abstenció dels Electors.

### Elecció i acceptació
Aconseguida la majoria necessària en qualsevol votació, el candidat triat ha d'expressar immediatament la seva acceptació o no del ministeri. L'últim dels Cardenals Diaques convoca a la Capella Sixtina el Secretari del Col·legi Cardenalici i al Mestre de les Celebracions Litúrgiques Pontifícies. Presents aquests, el Cardenal Degà o el que li segueixi en ordre i antiguitat demana el consentiment a l'escollit amb la següent pregunta: "Acceptasne electionem de te canonice factam in Summum Pontificem?" (Acceptes la teva elecció canònica com a Summe Pontífex?) El rumor que, des del cas de la papessa Joana al segle ix, l'electe està sotmés a un ritual per a verificar la seva masculinitat que s'acaba amb la locució llatina testes habet et bene pendentes és més que probablement una llegenda.
Si el candidat electe dona el consentiment, se li pregunta llavors: "Quo nomini vis vocari?" (Amb quin nom vols anomenar-te?) 
El nou Papa indica el nom que ha escollit amb aquestes paraules: "Vocabor N." (M'anomenaré N.) [per exemple: "Vocabor Ioannes Paulus II.", M'anomenaré Joan Pau II.]. Llavors el Mestre de les Celebracions, en funcions de notari, aixeca acta de l'acceptació del nou Pontífex i del seu nom.
En el cas gens freqüent que l'escollit no sigui un dels Cardenals presents o, fins i tot, que no resideixi a la ciutat de Roma, s'avisa al Substitut de la Secretaria d'Estat, el qual s'encarregarà que l'escollit com a nou Papa arribi al Vaticà com més aviat millor, tot evitant absolutament que se n'assabentin els mitjans de comunicació. Una vegada arribat al conclave, el Cardenal Degà convocarà la resta dels electors a la Capella Sixtina per a procedir al mateix ritual d'acceptació. Si l'escollit accepta i no és bisbe, el Cardenal Degà l'ordenarà immediatament com a tal.
A partir del moment de l'acceptació –i ordenació, si escau– l'escollit passa a ser Bisbe de Roma, Papa i Cap del Col·legi Episcopal, i en aquest mateix moment adquireix la plena i suprema potestat sobre l'Església universal. Els Cardenals s'acostaran llavors a ell per torn per a expressar-li el seu respecte i obediència, i també podran acostar-se a ell el Substitut de la Secretaria d'Estat, el Secretari de les Relacions amb els Estats (una espècie de Ministre d'Afers exteriors vaticà), el Prefecte de la Casa Pontifícia i qualsevol altre que hagi de tractar amb el nou Pontífex assumptes necessaris en aquest moment.

### La primera benedicció "urbi et orbi"

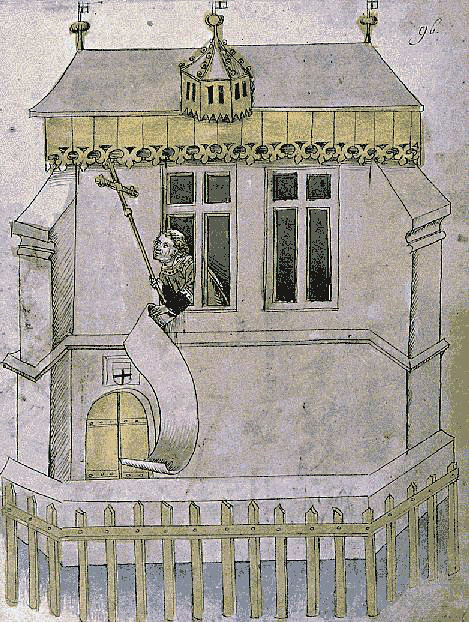
Proclamació de lHabemus Papam l'any 1415

Després d'haver acceptat la seva elecció el nou Papa és conduït pel cardenal camarlenc i el Mestre de les Celebracions Pontifícies a la sagristia de la Capella Sixtina, anomenada comunament "Sala de les llàgrimes", ja que sembla que tots els escollits, sense excepció, ploren allí en relativa intimitat davant la magnitud de la responsabilitat que acaben d'assumir. A la sala es troben tres maniquíns amb sotanes blanques de diverses grandàries: gran, mitjana i petita, que la sastreria romana Gammarelli s'encarrega de confeccionar des del segle xviii. En cas que sigui necessari, un equip de religioses fan els arranjaments pertinents. També hi ha a mà un barber per si el Papa necessita un afaitat abans de presentar-se davant el poble.
Després de la manifestació del respecte dels cardenals, es canta un Te Deum, oració de solemne acció de gràcies a Déu. Immediatament el cardenal protodiaca, el primer d'aquest ordre entre els Cardenals, es dirigeix a la balconada principal de la Basílica de Sant Pere del Vaticà. Allà farà públic l'anunci de l'elecció amb l'Habemus Papam.
Pocs instants després el nou Papa, precedit per la creu processional i pels primers dels Cardenals entre els ordres dels Bisbes, Preveres i Diaques, surt a la balconada i des d'allí saluda al poble amb les primeres paraules del seu pontificat. A continuació imparteix la benedicció apostòlica "Urbi et orbi" ("per a la ciutat i per al món"), que des d'aquell moment oficiarà tan sols per Nadal i per Pasqua.

### Missa d'Inauguració del Pontificat
Encara que des del mateix moment de la seva acceptació -i consagració episcopal, en cas de ser necessària- l'escollit és el veritable Papa, el Pontificat s'inaugura de manera oficial amb una missa solemne que se celebra als pocs dies de finalitzar el conclave, normalment a l'esplanada de la basílica de Sant Pere del Vaticà. En aquesta celebració el nou Papa és investit dels seus nous símbols: el seu pal·li i el seu Anell del Pescador. La tiara pontifícia, la triple corona papal, no és utilitzada des del papa Pau VI, quan aquest papa va rebutjar els poders terrenals que simbolitzava. Avui, cada Papa decideix si és coronat o no, però Benet XVI va renunciar a la tiara fins i tot per al seu escut heràldic, en el qual va ser substituïda per una simple mitra de bisbe.
També en data immediata el nou Pontífex haurà de prendre possessió de la Basílica de Sant Joan del Laterà, que és la catedral de Roma i que es considera cap i mare de totes les altres esglésies del món.

## L'escut d'armes

Emblema de la Sede Vacante

És tradició que cada Papa tingui el seu escut d'armes. Cada escut d'armes és personal i el dissenya cada Pontífex al seu gust. No obstant això, sempre apareixen les Claus del Cel lliurades a Sant Pere i la Tiara Papal (encara que Benet XVI va col·locar una mitra amb tres bandes en lloc de la tiara en el seu). L'escut d'armes és mostrat al món pel diari Vaticà L'Osservatore Romano, que el publica. També ha de dibuixar-se per ser arxivat a la Biblioteca Vaticana. El Papa segellarà les seves cartes apostòliques, encícliques i escrits amb la matriu del seu escut i també aquest serà brodat en les seves sotanes i gravat en els anells dels Cardenals.